# Kefefs
Kefefs (tiếng Hy Lạp: Κηφεύς) là loại súng bắn tỉa sử dụng thoi nạp đạn trược của Hy Lạp. Nó được thiết kế bởi Hellenic Arms Industry năm 1995 và được đặc tên theo một vị vua trong thần thoại.

## Các biến thể
Kefefs có hai biến thể là:
- Kefefs-M: Phiên bản cho quân đội với khả năng chịu lực cao và được sơn ngụy trang cho điều kiện rừng rậm hay sa mạc.
- Kefefs-P: Phiên bản dành cho lực lượng cảnh sát với nòng dài hơn, nặng hơn và có các rảnh bên ngoài nòng súng giúp tản nhiệt và báng súng được đánh bóng.